# コートレイ軍
コートレイ軍（コートレイぐん、ビルマ語: ကော်သူးလေတပ်မတော်、英語:  Kawthoolei Army、略称: KTLA）はカレン民族同盟から分派したカレン族武装組織である。

## 歴史
2022年1月、カレン民族同盟傘下の村落防衛組織、カレン民族防衛機構 (KNDO)のトップであったネダミャ（ボー・ミャの息子）は25人を国軍のスパイ容疑で殺害した容疑でカレン民族同盟から追放された。同年6月末、ネダミャは国民統一政府 (NUG)から100万バーツの寄付金を得た。
2022年7月16日、ネダミャが新たな武装組織コートレイ軍を立ち上げると、カレン民族同盟はこの動きを非難した。国民防衛隊のヴェノム・コマンドーおよびライオン大隊、コラポー大尉率いるKNDO特殊大隊、サローン少佐率いる民主カレン慈善軍分派グループ、カレン民族同盟/カレン民族解放軍平和評議会の一部などがコートレイ軍に合流した。
2023年2月、KTLAとKNU第4旅団の間で小規模な衝突が発生した。
2023年4月、KTLAは国境警備隊の本部のあるシュエコッコに侵攻し、10,000人以上の住民がタイ側に越境し、避難することとなった。
2024年5月15日、副司令官のソー・ワーネムが家族と共に国境警備隊に離反した。同年6月3日、同氏はコートレイ軍から永久除名された。

## 行政組織
2023年11月14日、ネダミャを議長とするKTLAの行政組織、コートレイ政府（Government of Kawthoolei: GOK）が発足した。コートレイ政府には14の局が存在している。
- 内務局
- 外務局
- 国防局
- 森林農業局
- 畜産漁業局
- 教育文化局
- 法務局
- 財務局
- 鉱山局
- 運輸国境局
- 保健局
- 宗教局
- 組織局
- 同盟局

## 人権侵害
2023年1月から8月にかけて、メルギー（ミェイク）-タヴォイ（ダウェイ）地区において10人の村人が行方不明になった。村人の証言によると、KTLA、PDF、軍事政権が村人を拘束したのち、殺害し、川や森などに遺棄した。
2024年10月15日、ダウェイ民主運動ストライキ委員会（DMSC-Dawei）は、6人の民間人がKTLAサーカソー旅団の部隊により殺害されたことを明らかにした。犠牲者は軍事政権の密告者であるとして殺害されたが、いずれも密告者ではなかった。

### 英語文献
- Karen Human Rights Group (2023). In the Dark: The crime of enforced disappearance and its impacts on the rural communities of Southeast Burma since the 2021 coup (PDF) (Report).